# دوم (سلسلة)
دووم (بالإنجليزية: Doom)‏ هي سلسلة ألعاب فيديو تنتجها شركة إد سوفتوير (ID Software) من نوع الرماية لمنظور الشخص الأول بدأت في عام 1993 .

## قائمة ألعاب DOOM
| العنوان              | سنة الإصدار | الأجهزة |
| -------------------- | ----------- | --- |
| دوم                  | 1993        | 1993 - إم إس-دوس 1994 - سوبر 32X، أتاري جاغوار 1995 -سوبر نينتندو(فاميكوم)، بلاي ستيشن 1996 -3 دي أو 1997 - سيجا ساترن 1998 -آكرون أرخيمدس 2001 -غيم بوي أدفانس 2009 -آي أو إس 2012 إكس بوكس 360(إعادة اصدار بيثيسدا) 2019 - نينتندو سويتش,بلاي ستيشن 4,إكس بوكس ون,أندرويد |
| دوم 2: هيل أون إيرث  | 1994        | 1994 - إم إس-دوس 1995 - ماكينتوش 2002غيم بوي أدفانس 2012إكس بوكس 360(إعادة اصدار بيثيسدا) 2019 - نينتندو سويتش,بلاي ستيشن 4,إكس بوكس ون,أندرويد , آي أو إس |
| فاينل دوم            | 1996        | إم إس-دوس ماكينتوش بلاي ستيشن |
| دوم 64               | 1997        | 1997 - نينتندو 64( إصدار أصلي) 2020 -نينتندو سويتش,بلاي ستيشن 4,ويندوز,إكس بوكس ون(إعادة اصدار ) |
| دوم 3                | 2004        | 2004 - مايكروسوفت ويندوز , جنو/لينكس 2005 - ماك أو إس إكس , إكس بوكس |
| دوم 3:بي أف جي اديشن | 2012        | مايكروسوفت ويندوز بلاي ستيشن 4 نينتندو سويتش |
| دوم                  | 2016        | 2016 -ويندوز , بلاي ستيشن 4 , إكس بوكس ون 2017 -نينتندو سويتش |
| دوم إيترنال          | 2020        | ويندوز نينتندو سويتش بلاي ستيشن 4 إكس بوكس ون بلاي ستيشن 5 إكس بوكس سيريس x & s |
| دوم :ذا دارك ايجز    | 2025        | ويندوز بلاي ستيشن 5 إكس بوكس سيريس إكس/إس |

## وصلات خارجية
- الموقع الرسمي